# 메트로폴 파라솔
메트로폴 파라솔(영어: Metropol Parasol)은 스페인 세비야 구시가지의 엥카르나시온 광장에 위치한 대형 목재 구조물이다. 마치 모양이 버섯과도 같아서 스페인어로 버섯을 의미하는 라스 세타스(Las Setas) 또는 라스 세타스 데 세비야(las Setas de Sevilla)라고도 불린다. 전통시장과 식당, 공연 광장, 고고학 박물관, 세비야의 구시가지를 한눈에 볼 수 있는 옥상 테라스 등을 갖추고 있다.
전체적인 설계 및 디자인은 시 주관 공모전을 통해 선정되었으며 출품된 65개의 작품 중 독일의 건축가 위르겐 마이어(Jürgen Mayer)의 작품이 선정되어 2011년 4월에 완공되었다. 크기는 대략 150 x 70 m이며 높이는 약 26 m이다.
제작 초기, 기술적인 문제와 예산 및 제작 기간에 대한 문제가 있었던 메트로폴 파라솔은 3,500 입방 미터 미세 적층의 핀란드산 소나무로 만들어졌으며 세계에서 가장 큰 목재 구조물이다. 2011년 개장 이후 메트로폴 파라솔은 세비야에서 세 번째로 방문객이 많은 세비야의 랜드마크가 되었다.

## 디자인
큰 버섯을 닮은 6개의 대형 목조 건축물은 세비야 대성당의 둥근 천장과 인근 크리스토 데 부르고스 광장(Plaza de Cristo de Burgos)에 있는 벤자민고무나무에서 영감을 받아 설계되었다. 메트로폴 파라솔은 4개의 층으로 구성되어 있다. 지하층(0층)에는 건설 현장에서 발견된 로마 및 무어 유적이 전시된 박물관인 Antiquarium이 있다. 1층엔 중앙 시장이 있으며 1층의 지붕은 야외 공공 광장의 표면으로, 위의 나무 파라솔로 그늘을 드리우고 공공 행사를 위해 설계되다. 2층과 3층은 탁 트인 테라스와 레스토랑으로 구성되어 있으며 시내를 내다 볼 수 있는 야외 전망대가 조성되어 있다.

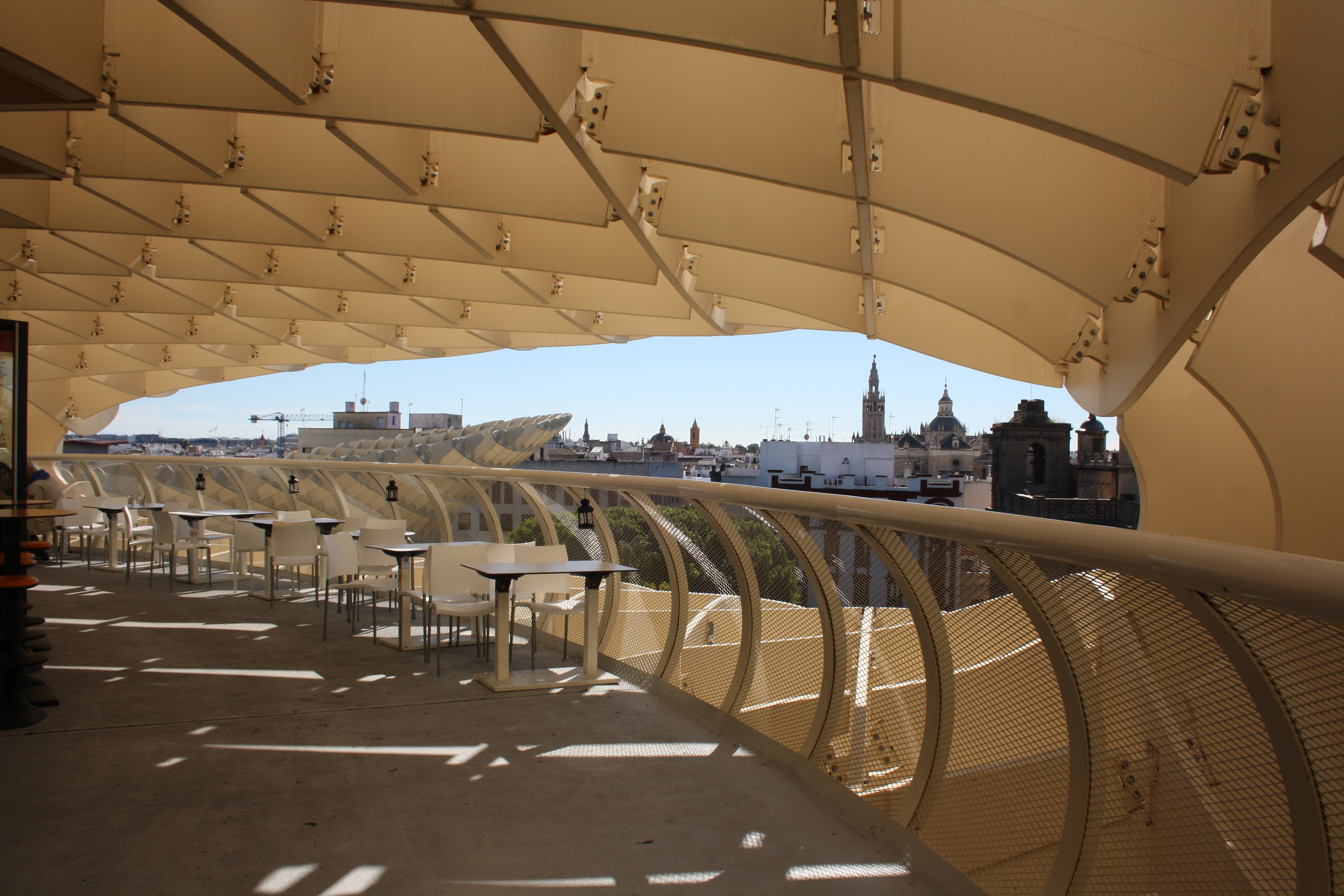
메트로폴 파라솔의 레스토랑